# Мексиканские сойки
Мексиканские сойки (лат. Cyanolyca) — род птиц семейства врановых. Представители рода распространены в Центральной и Южной Америке.

## Виды
В состав рода включают 9 видов:
- Cyanolyca argentigula (Lawrence, 1875) — Серебряногорлая мексиканская сойка
- Cyanolyca armillata (Gray, 1845)
- Cyanolyca cucullata (Ridgway, 1885) — Синеголовая мексиканская сойка
- Cyanolyca mirabilis Nelson, 1903 — Белогорлая мексиканская сойка
- Cyanolyca nanus (Du Bus de Gisignies, 1847) — Малая мексиканская сойка
- Cyanolyca pulchra (Lawrence, 1876) — Красивая мексиканская сойка
- Cyanolyca pumilo (Strickland, 1849) — Черногорлая мексиканская сойка
- Cyanolyca turcosa (Bonaparte, 1853)
- Cyanolyca viridicyana (D'Orbigny & Lafresnaye, 1838) — Синегорлая мексиканская сойка